# Portogruaro
Portogruaro (velenceiül Portogruèr) település Olaszországban, Veneto régióban, Velence megyében. Lakosainak száma 24 314 fő (2023. január 1.). Portogruaro Annone Veneto, Caorle, Concordia Sagittaria, Gruaro, Pramaggiore, San Michele al Tagliamento, Santo Stino di Livenza, Cinto Caomaggiore, Fossalta di Portogruaro és Teglio Veneto községekkel határos.
A város focicsapata az olasz másodosztályban is szerepelt.

## Népesség
A település népességének változása:
| Lakosok száma | 25 116 | 24 959 | 24 314 |
|               | 2017   | 2018   | 2023   |